# École élémentaire Reine Marie
L'école élémentaire Reine Marie (en serbe cyrillique : Основна школа Краљица Марија ; en serbe latin : Osnovna škola Kraljica Marija) est située à Belgrade, la capitale de la Serbie, dans la municipalité urbaine de Zemun. En raison de sa valeur architecturale et historique, ce bâtiment, construit en 1901, figure sur la liste des biens culturels de la ville de Belgrade.

## Présentation
L'école, située 79 rue Prvomajska, a été construite en 1901 pour abriter l'école publique de Franzenstal, un faubourg de Zemun habité par des Allemands. Jusqu'en 1918, elle fut une école élémentaire allemande et devint par la suite l'école élémentaire de la reine Marie. Constituée de deux étages, elle a été bâtie dans un style néorenaissance.

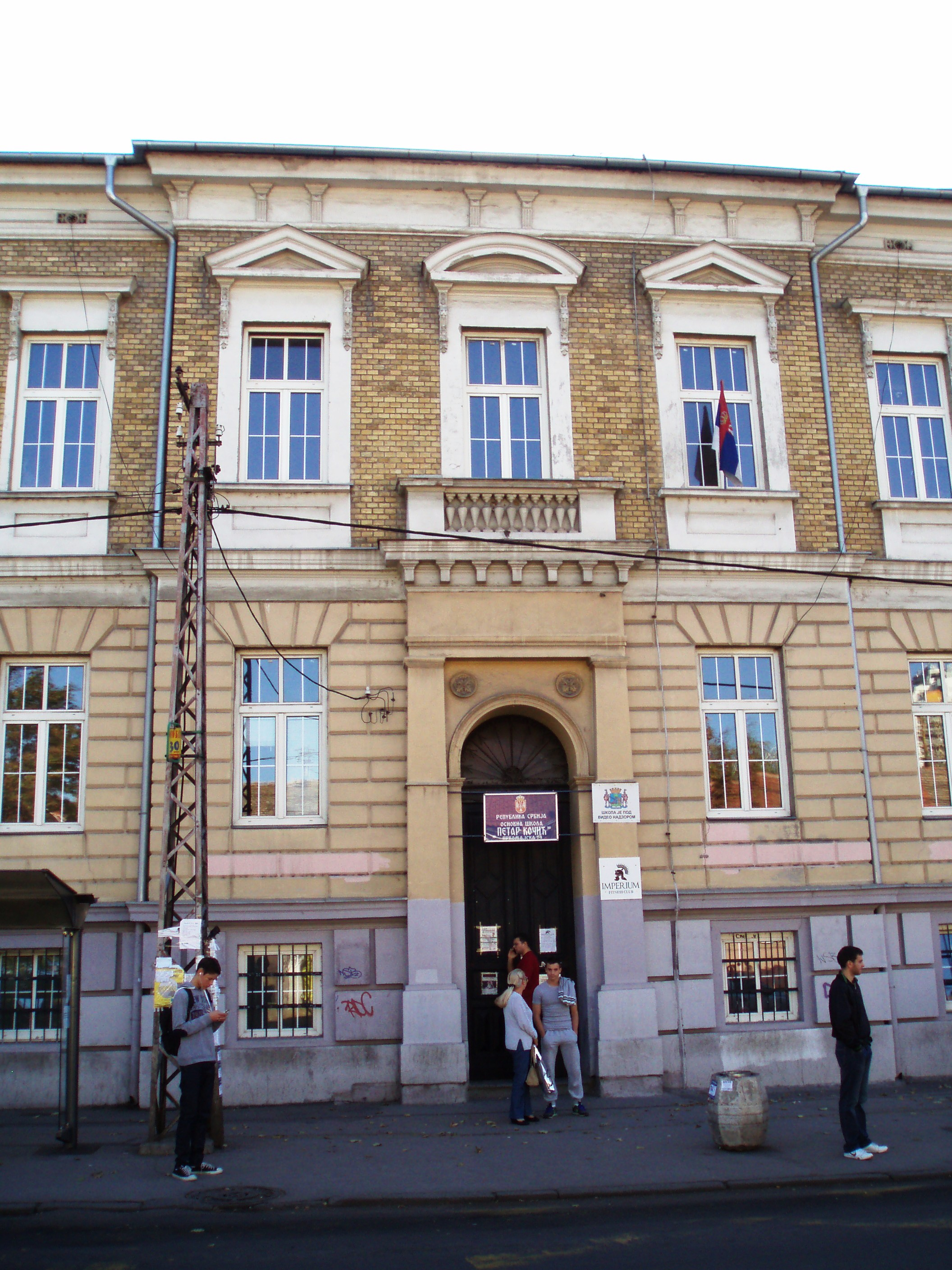
Détail de l'entrée